# A Moszkitó-part (film, 1986)
A Moszkitó-part (eredeti cím: The Mosquito Coast) 1986-ban bemutatott amerikai kaland-filmdráma, melyet Peter Weir rendezett. A főszerepet Harrison Ford, Helen Mirren, Andre Gregory és River Phoenix alakítja. A film Paul Theroux 1981-es, azonos című regénye alapján készült.
A projektet a georgiai Cartersville és Roma városában, valamint a marylandi Baltimore-ban és Belizében forgatták.
A film 1986. november 6-án jelent meg.
Egy feltaláló megveti a civilizációt,  és a világvégére számítva családjával Közép-Amerika lakatlan dzsungelébe költözik, hogy utópiát teremtsen maguknak.

## Cselekmény
Allie Fox egy zseniális, de makacs feltaláló, akinek elege lett az „amerikai álom”ból és a fogyasztói társadalomból. Ráadásul úgy véli, hogy az amerikai kapzsiság és bűnözés következtében nukleáris háború van a láthatáron. Miután Allie és legidősebb fia, Charlie megszerezte az alkatrészeket egy helyi szeméttelepen, befejezi legújabb alkotásának, a „Fat Boy” nevű jég-gépnek az összeszerelését. Allie főnöke, Mr. Polski, egy spárgafarm tulajdonosa panaszkodik, hogy Allie nem gondozza a spárgát, amely emiatt elrohad. Allie, Charlie és Allie legkisebb fia, Jerry találkozik Mr. Polskival, és Allie megmutatja neki a „Fat Boy”-t. A gép nem nyűgözi le Polskit. Miközben elhalad a földek mellett, a levert Allie megjegyzést tesz a spárgát szedő bevándorlókra, és azt mondja, hogy ahonnan ők jönnek, ott talán luxusnak tartják a jeget.
Másnap reggel Allie partit rendez a bevándorló munkásoknak, mielőtt közli a családjával, hogy elhagyják az Egyesült Államokat. Egy panamai bárka fedélzetén a család találkozik Spellgood tiszteletessel, egy misszionáriussal, annak feleségével és lányukkal, Emilyvel. Allie és a tiszteletes összeütközésbe kerülnek ellentétes vallási nézeteik miatt. Amikor az uszály kiköt Belize Cityben, a családok kiszállnak, és külön utakon folytatják útjukat. Egy részeg némettől Allie megvásárol egy Jeronimo nevű kis falut, amely a folyó menti esőerdőben található.
Mr Haddy elviszi Allie-t és családját a folyón felfelé Jeronimóba. Allie megismerkedik a lakosokkal, és nekilát egy új, „fejlett” civilizáció építésének, és közben sok új dolgot talál fel. A helyiek kedvesen fogadják Allie-t és családját, de Allie akarata, hogy utópisztikus civilizációt építsen, a végsőkig hajtja őket. Megérkezik Spellgood tiszteletes, hogy megtérítse Jeronimo polgárait. Allie és Spellgood dühös vádakat vágnak egymás fejéhez, ami végleges szakadáshoz vezet: Allie szerint Spellgood vallási fanatikus, Spellgood szerint Allie kommunista. Allie nekilát, hogy megépítse a „Fat Boy” hatalmas változatát, amely jéggel tudná ellátni a várost. A gép elkészülte után Allie pletykákat hall egy bennszülött törzsről a hegyekben, amely még soha nem látott jeget. Allie beszervezi két fiát, hogy vigyenek egy rakomány jeget a dzsungelbe, hogy megmutassák azt a törzsnek. Amikor megérkeznek, Allie azt veszi észre, hogy a jég-rakomány a melegben addigra teljesen elolvadt, és hogy a törzset már meglátogatták a misszionáriusok.
Amikor Allie visszatér Jeronimóba, megtudja, hogy Spellgood a lakosság nagy részével együtt távozott, miután Isten bibliai pusztításáról szóló történetekkel ijesztgette őket.
A szinte üres települést három fegyveres bandita keresi fel, akik azt követelik, hogy Jeronimót bázisként használhassák. Allie és családja beleegyezik, hogy befogadják őket, de közben Allie tervet eszel ki, hogyan szabaduljon meg tőlük. Elhatározza, hogy halálra fagyasztja őket, Allie a fegyvereseket az óriási jég-gépbe zárja, megmondja Charlie-nak, hogy zárja le az egyetlen kijáratot, és bekapcsolja a gépet. A banditák pánikba esnek, és megpróbálják szétlőni a tetőt és a falakat. Allie rémületére a lövések robbanást idéznek elő a gépezetben. Másnap reggelre mind a gép, mind a család otthona a tűz martaléka lett, a megsemmisült gépből származó vegyi anyagok súlyosan beszennyezik a folyót.
Allie és családja a folyón lefelé kényszerülve a partra érkezik. Anya és a gyerekek örülnek, mert azt hiszik, hogy visszatérhetnek az Egyesült Államokba. Allie, aki nem hajlandó elhinni, hogy álma szertefoszlott, bejelenti, hogy mindenük megvan a parton, és azt mondja nekik, hogy az Egyesült Államok megsemmisült egy nukleáris háborúban.
A parton letelepedve az általa épített lakóhajón, és elutasítva Mr Haddy segítségét, Allie úgy véli, hogy a családnak sikerül felépítenie egy utópiát. Egy éjszaka egy trópusi ciklon viharhulláma elsodorja és majdnem a tengerre kényszeríti a családot, mígnem Charlie elárulja, hogy motoralkatrészeket rejteget (amelyeket titokban Mr. Haddy adott neki), és így be tudják indítani a hajó motorját.
Charlie és Jerry kénytelenek ismét felfelé utazni a folyón, és neheztelnek apjukra. A partra érve, amikor a család Spellgood táborába botlik, Allie szögesdrótot lát, és azt mormolja, hogy a település „egy keresztény koncentrációs tábor”. Amíg a család többi tagja alszik, Charlie és Jerry átoson a Spellgood-házba. Megtudják, hogy az Egyesült Államok nem semmisült meg, és Emily segít nekik megszökni Allie elől. Mielőtt Charlie rábeszélhetné anyját és a testvéreit a távozásra, Allie felgyújtja Spellgoodék templomát. Spellgood lelövi Allie-t, aki nyaktól lefelé lebénul. A család a hajó fedélzetére menekül.
A család újra elindul lefelé a folyón, miközben Allie hol eszméletét veszti, hol nem. Allie megkérdezi a feleségétől, hogy felfelé mennek-e a folyón. A nő először hazudik neki. Charlie narrációja Allie haláláról számol be, de reményt ad arra, hogy a család többi tagja ezentúl szabadon élheti az életét.

## Szereplők
| Színész               | Szerep                        | Magyar hang        | Magyar hang        |
| Színész               | Szerep                        | 1. szinkron (1997) | 2. szinkron (2010) |
| --------------------- | ----------------------------- | ------------------ | ------------------ |
| Harrison Ford         | Allie Fox                     | Végvári Tamás      | Hegedűs D. Géza    |
| Helen Mirren          | Margot Fox, Allie felesége    | Tóth Enikő         | Vándor Éva         |
| River Phoenix         | Charlie Fox, idősebb gyerekük | Előd Álmos         | Baráth István      |
| Conrad Roberts        | Mr. Haddy                     | Kristóf Tibor      | Presits Tamás      |
| Andre Gregory         | Spellgood tiszteletes         | Versényi László    | Mikula Sándor      |
| Martha Plimpton       | Emily Spellgood               | Zsigmond Tamara    | Tamási Nikolett    |
| Melanie Boland        | Mrs. Spellgood                |                    |                    |
| Dick O’Neill          | Mr. Polski                    | Papp János         | Izsóf Vilmos       |
| Jadrien Steele        | Jerry Fox, Allie kisebbik fia | Szalay Csongor     | Szalay Csongor     |
| Hilary Gordon         | April Fox, Allie ikerlánya    | Mánya Zsófia       |                    |
| Rebecca Gordon        | Clover Fox, Allie ikerlánya   | Mánya Zsófia       |                    |
| Alice Heffernan-Sneed | Mrs. Polski                   |                    |                    |
| Jason Alexander       | hardveres eladó               | F. Nagy Zoltán     |                    |
| William Newman        | Smalls kapitány               | Rudas István       |                    |
| Aurora Clavel         | Mrs. Maywit                   |                    |                    |
| Butterfly McQueen     | Mrs. Kennywick                |                    |                    |

## A film készítése
Jerome Hellman producer rögtön a megjelenés után megvásárolta Theroux regényének jogait, Peter Weir pedig elkötelezte magát a megfilmesítés iránt. Eredetileg Jack Nicholsonnak ajánlották fel a főszerepet, de visszalépett, részben azért, mert nem nézhette a Los Angeles Lakers meccseit Belize-ben, ahol a film egy részét forgatták volna.
Miközben a film előkészületi stádiumban volt, és Weir Közép-Amerikában tartózkodott, hogy helyszíneket keressen, a film pénzügyi támogatása meghiúsult, és a projektet határozatlan időre felfüggesztették. Időközben Weirt megkeresték, hogy rendezze meg a Harrison Ford főszereplésével készült A kis szemtanú című filmet. A film, amely Weir első amerikai produkciója volt, kritikai és kereskedelmi sikert aratott, és nyolc Oscar-jelölést kapott, köztük Weir a legjobb rendezőnek, Ford a legjobb színésznek, maga a film pedig a legjobb filmnek járó díjra. A kis szemtanú forgatása alatt Weir megvitatta a Moszkitó-part című filmet Forddal, aki érdeklődött Allie Fox szerepe iránt (bár Ford ügynöke kevésbé volt lelkes). Mivel Ford csatlakozott a projekthez, könnyebb volt pénzügyi támogatást és forgalmazást találni a filmhez (végül Saul Zaentz és a Warner Bros. részéről).
A forgatás 1986. február 7-én kezdődött Belize-ben, és április 26-án fejeződött be, mielőtt Grúziába mentek volna. Weir és Ford köztudottan lemaradtak az Oscar-díjátadó ünnepségről, amelyre mindkettőjüket jelölték a Kis szemtanúért, amely két Oscart nyert, a legjobb forgatókönyvért és a legjobb filmvágásért.
A filmben láthatjuk Butterfly McQueen utolsó nagyjátékfilmes szerepét, aki az Elfújta a szélben kapott kiemelkedő szerepet. A színésznő egy hitehagyott templomba járó nőt alakít, aki a való életben is ateista volt.

## Fordítás
- Ez a szócikk részben vagy egészben  a   The Mosquito Coast (film) című angol Wikipédia-szócikk fordításán alapul.  Az eredeti cikk szerkesztőit annak laptörténete sorolja fel. Ez a jelzés csupán a megfogalmazás eredetét és a szerzői jogokat jelzi, nem szolgál a cikkben szereplő információk forrásmegjelöléseként.